# Pocahontas (serie animata)
Pocahontas, anche noto come Pocahontas – La principessa degli Indiani d'America, è un cartone animato italiano in 26 puntate prodotto da Mondo TV. In Italia è stato trasmesso su Italia 1 nel 2000. La serie è ispirata al personaggio realmente esistito di Pocahontas.

## Trama
Pocahontas, assieme al suo amico Hopi-Ho, intraprende un lungo pellegrinaggio dall'Oceano Pacifico all'Atlantico per visitare tutte le tribù indiane del continente americano e portare il messaggio di speranza del Grande Spirito: "Passeranno secoli di sconfitte e mortificazioni, ma un giorno l'uomo ritornerà a vivere in armonia con la natura". Durante il viaggio i due ragazzi arriveranno a conoscere le varie culture e gli usi e costumi delle tribù degli indiani d'America.

## Sigle
- Per la trasmissione televisiva: Pocahontas, interpretata da Cristina D'Avena con la partecipazione di Roberto Delledonne e del Coro dei Piccoli Cantori di Milano; musica di Franco Fasano, testo di Alessandra Valeri Manera

- Per la pubblicazione su Internet: L'inno di Pocahontas, interpretata da Alice Renzi; musica di John Sposito, testo di Paola Granatelli

## Doppiaggio
| Personaggi    | Voce originale     |
| ------------- | ------------------ |
| Pocahontas    | Emanuela Pacotto   |
| Hopi-Ho       | Patrizio Prata     |
| Moc           | Diego Sabre        |
| Lupo Giallo   | Claudio Moneta     |
| Piuma Sincera | Marco Balzarotti   |
| Eiswa         | Simone D'Andrea    |
| Falco Nero    | Roberto Dalledonne |

## Episodi
| Nº | Titolo italiano                  |
| 1  | La partenza                      |
| 2  | Un nuovo amico                   |
| 3  | Le cascate del Niagara           |
| 4  | Il raduno                        |
| 5  | In viaggio verso il grande nord  |
| 6  | Il sole di mezzanotte            |
| 7  | I ghiacciai perenni              |
| 8  | La grande festa                  |
| 9  | Destinazione California          |
| 10 | Il popolo dei cesti              |
| 11 | Il futuro signore della prateria |
| 12 | Le cascate gemelle               |
| 13 | Per salvare un cavallo           |
| 14 | Verso la terra dei bisonti       |
| 15 | I signori delle praterie         |
| 16 | La corsa a cavallo               |
| 17 | Storie e leggende                |
| 18 | La donna ragno                   |
| 19 | La festa della vittoria          |
| 20 | La stella blu                    |
| 21 | Ancora in viaggio                |
| 22 | Il grande sole                   |
| 23 | Le montagne vulcaniche           |
| 24 | Alla scoperta del futuro         |
| 25 | Le montagne del condor           |
| 26 | Ritorno al presente              |